# Rhaconotus nadezhdae
Rhaconotus nadezhdae är en stekelart som först beskrevs av Vladimir Ivanovich Tobias och Sergey A. Belokobylskij 1981.  Rhaconotus nadezhdae ingår i släktet Rhaconotus och familjen bracksteklar. Inga underarter finns listade i Catalogue of Life.